# Уста Гамбар Карабагі

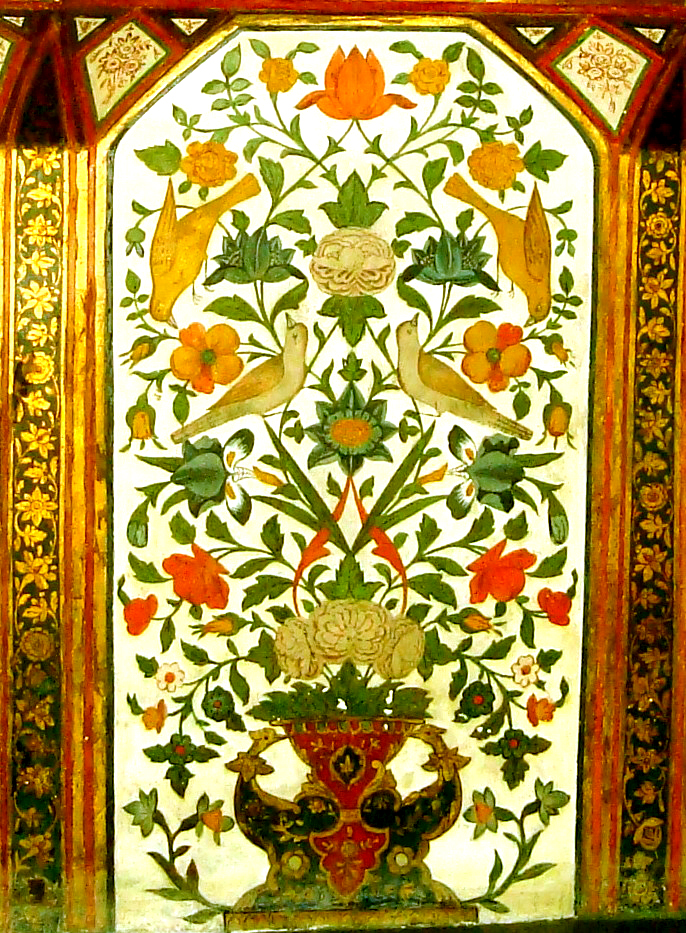
Розпис палацу Шекінська ханів в Шекі. XIX століття. Фрагмент.

Уста Гамбар Карабагі (азерб. Usta Qəmbər Qarabağı; *1830, Шуша, Російська імперія — †1905, Шуша, Російська імперія) — азербайджанський живописець-орнаменталіст, автор яскравих декоративних розписів яєчною темперою (рослинні та зооморфні мотиви) в інтер'єрі Палацу Шекінська ханів, в будинках Рустамова і Мехмандарова в Шуші та ін.

## Творчість
У творчості Уста Гамбара Карабаг знайшли місце національні традиції стінного розпису, в яких можна виявити найцінніше в спадщині азербайджанського мистецтва. Карбована обробка і багатство композиційних і колірних рішень спостерігаються в його тонкому графічному малюнку складного рослинного орнаменту. У розгалужені візерунки квітів і рослин художник вводить зображення тварин і фантастичних істот. Розпис також не порушує площинність стіни, і навіть підкреслює її конструктивні архітектурні деталі.
Пізні роботи Карабаг, зберігаючи майстерність старовинних декоративних розписів відрізняються наростанням реалістичних рис у трактуванні окремих образотворчих мотивів. Так, відомо виконане ним панно в будинку Мехмандарова в місті Шуша (Карабах), де зображення оленів і гранатового дерева, наприклад, відрізняються великою свободою і соковитістю форм. Художник творить на основі як раніше сформованих канонізованих схем, так безпосередніх спостережень.

## Галерея

Росписи во палаці Шекінська ханів в Шекі
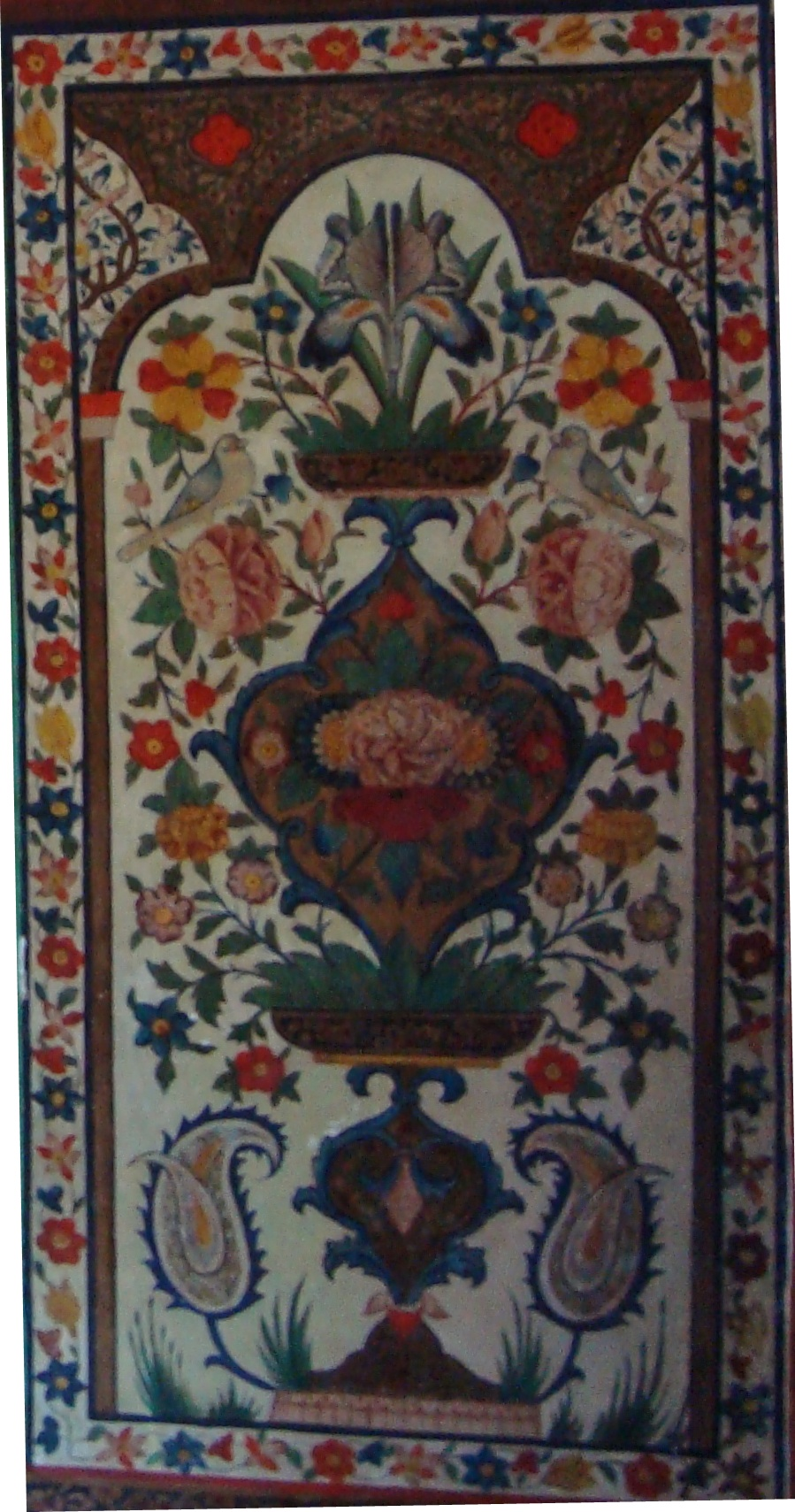
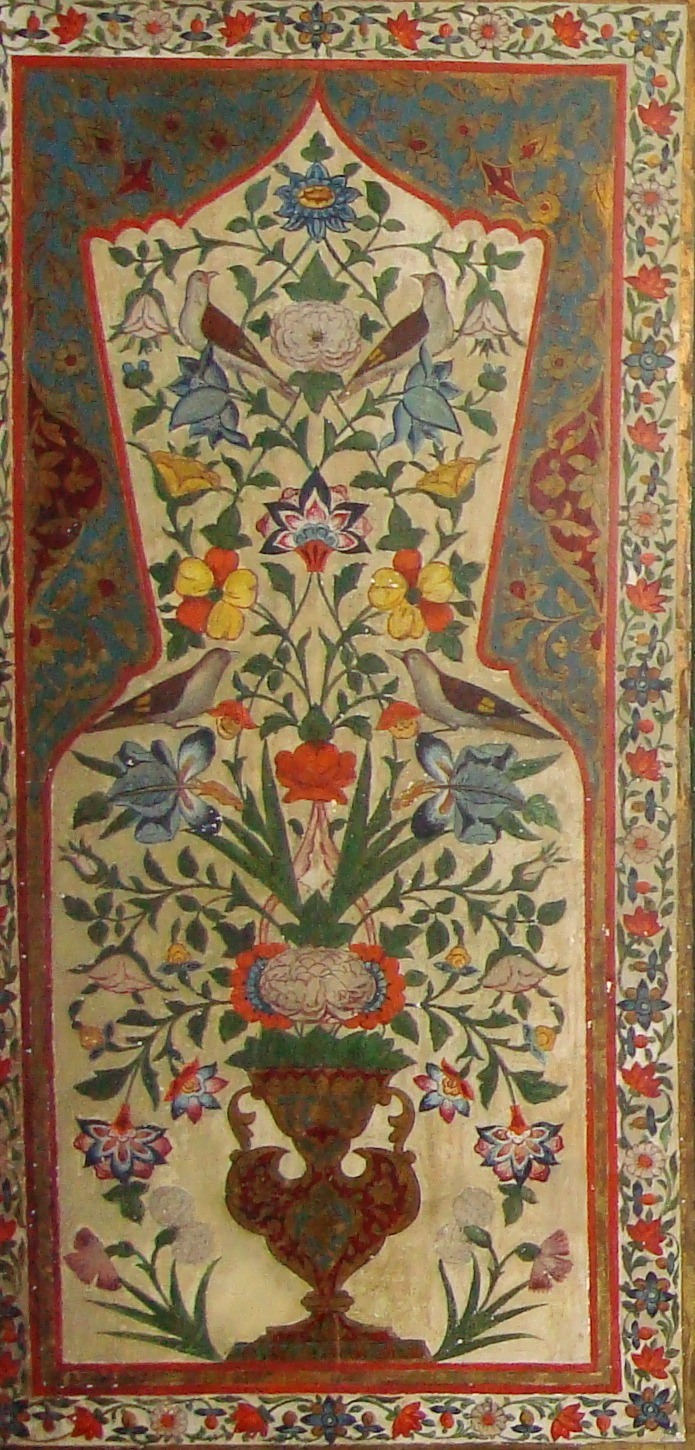